# Mikael Dolsten
Göran Mikael Dolsten, tidigare Dohlsten, född 1 september 1958 i Halmstad, är en svensk-amerikansk läkare och forskare. Dolsten är forskningschef hos det amerikanska läkemedelsföretaget Pfizer.

## Uppväxt och studier
Dolsten växte upp i Halmstads kommun och gick ut från Kattegattgymnasiet i Halmstad 1975.
Från januari 1979 till 1985 studerade han medicin vid Lunds universitet och avlade doktorsexamen i cancerimmunologi 1988 vid samma lärosäte.

## Karriär

### Akademisk och klinisk verksamhet
Dolsten tjänstgjorde vid Lunds universitet som biträdande professor och adjungerad professor 1989–2000 samt ledde en forskargrupp inom immunologi och onkologi och handledde ett antal doktorander. Han arbetade som läkare vid olika avdelningar vid Lunds universitetssjukhus 1985–1988, vilket kom att bli hans enda kliniska tjänstgöring. Dolsten utnämndes till docent 1990 och adjungerad professor i immunologi 1996. Vid valet till en professur i Uppsala i immunologi 1997 var Dolsten toppkandidat. Dolsten har publicerat cirka 150 originalartiklar och recensioner i vetenskapliga tidskrifter om immunologi, onkologi och cellbiologi samt gjort upptäckter av läkemedel och fått flera patent. Han studerade immunologi och virologi 1981 vid Weizmann Institute of Science i Rehovot i Israel.
Från 1 januari 2021 har Dolsten en gästprofessur i farmakologi vid Lunds universitet.

### Pharmacia
1988–1997 var Dolsten anställd det svenska företaget Pharmacia i Lund. De senare åren under denna period var han forskningschef för forskningscentret Lund som arbetar med immun- och cancerterapi. Pharmacia köptes av Pfizer 1997.

### Astra Zeneca
Åren 1997–2003 arbetade han för det svenska läkemedelsföretaget Astra, som 1999 blev Astra Zeneca, som chef för forskning och utveckling för dotterbolaget Astra Draco. Efter fusionen mellan Astra och Zeneca blev Dolsten chef för forskningsområdena kardiovaskulär/metabolisk och gastrointestinal i april 1999 i Mölndal.

### Boehringer Ingelheim
Dolsten fick i december 2003 posten som världsomspännande forskningschef för det tyska läkemedelsföretaget Boehringer Ingelheim 2003 med ansvar för dess forskningsverksamhet i Tyskland, Österrike, Italien, Japan och USA. Han hade denna funktion till 2008.

### Wyeth och Pfizer
Dolsten utsågs till VD för forskning och utveckling vid American Pharma Wyeth 2008. Han anställdes vid Pfizer 2009 under förvärvet av Wyeth som chef för BioTherapeutics. Han blev Pfizers chief scientific officer och VD för forskning och utveckling den 26 maj 2010. Under hans mer än tio års tid på Pfizer har ett antal betydande läkemedel och vacciner godkänts och använts i medicinsk praxis, inklusive Prevnar 13, Inlyta, Xeljanz, Eliquis, Xalcori, Bosulif, Daurismo, Lorbrena, Besponsa , Ibrance, Trumenba, Xtandi (förvärvad från Medivation), Vyndaqel, Eucrisa (förvärvad från Anacor), Braftovi (förvärvad från ARRAY), Bavencio, Inflectra (förvärvad från Hospira), Trazimera, Ruxience och Zirabev. Dolsten har varit en del av arbetet med att leda Pfizers covid19-vaccininsats 2020.
Den 14 maj 2014 uppträdde han tillsammans med två andra Pfizer-chefer inför Science and Technology Select Committee för att svara på frågor. Dagen innan hade tre Pfizerchefer intervjuats inför Business, Innovation and Skills Committee.

### Andra uppdrag
Dolsten fungerade som vetenskaplig rådgivare för Barack Obama-administrationens arbetsgrupp för att förbättra lagstiftnings- och läkemedelsutveckling samt det av Joe Biden ledda Cancer Moonshot och NCI Blue Ribbon Pane. Han var medordförande med NIH-direktören Francis Collins  för det offentliga privata konsortiet AMP, Accelerating Medicine Partnership.
Dolsten sitter i en rådgivande styrelse för Pharmaceutical Research and Manufacturers of America, är styrelseledamot i Research America och är styrelseledamot i det offentliga företaget Karyopharm Therapeutics i Boston.
Dolsten invaldes 2017 till utländsk ledamot av Kungliga Ingenjörsvetenskapsakademien.
Mikael Dolsten var sommarvärd i P1 den 4 juli 2021.

## Utmärkelser
- Dolsten tilldelades 2021 föreningen Svenskar i Världens utmärkelse Årets svensk i världen till följd av sitt framgångsrika arbete med att tillsammans med Biontech ta fram ett vaccin mot covid-19.

## Privatliv
Han är gift med företagskonsulten och entreprenören Catarina R. Dolsten. Makarna har tre barn. Mikael Dolsten flyttade till USA 2004 med sin familj. Han är både svensk och amerikansk medborgare.